# المرجامة (فرع العدين)

تعديل مصدري - تعديل

المرجامة هي إحدى قرى عزلة المزاحن بمديرية فرع العدين التابعة لمحافظة إب، بلغ تعداد سكانها 2193 نسمة حسب تعداد اليمن لعام 2004.